# Ивановский (муниципальный округ)
Ива́новский — муниципальный округ № 50 в составе Невского района Санкт-Петербурга.
Округ ограничен с запада Московским направлением Октябрьской железной дороги, с севера — улицей Крупской, с востока — Невой, с юга —  путепроводом Александровской фермы, улицей Кибальчича и бульваром Красных Зорь.
Администрация округа расположена по адресу: Ивановская улица, дом 26.

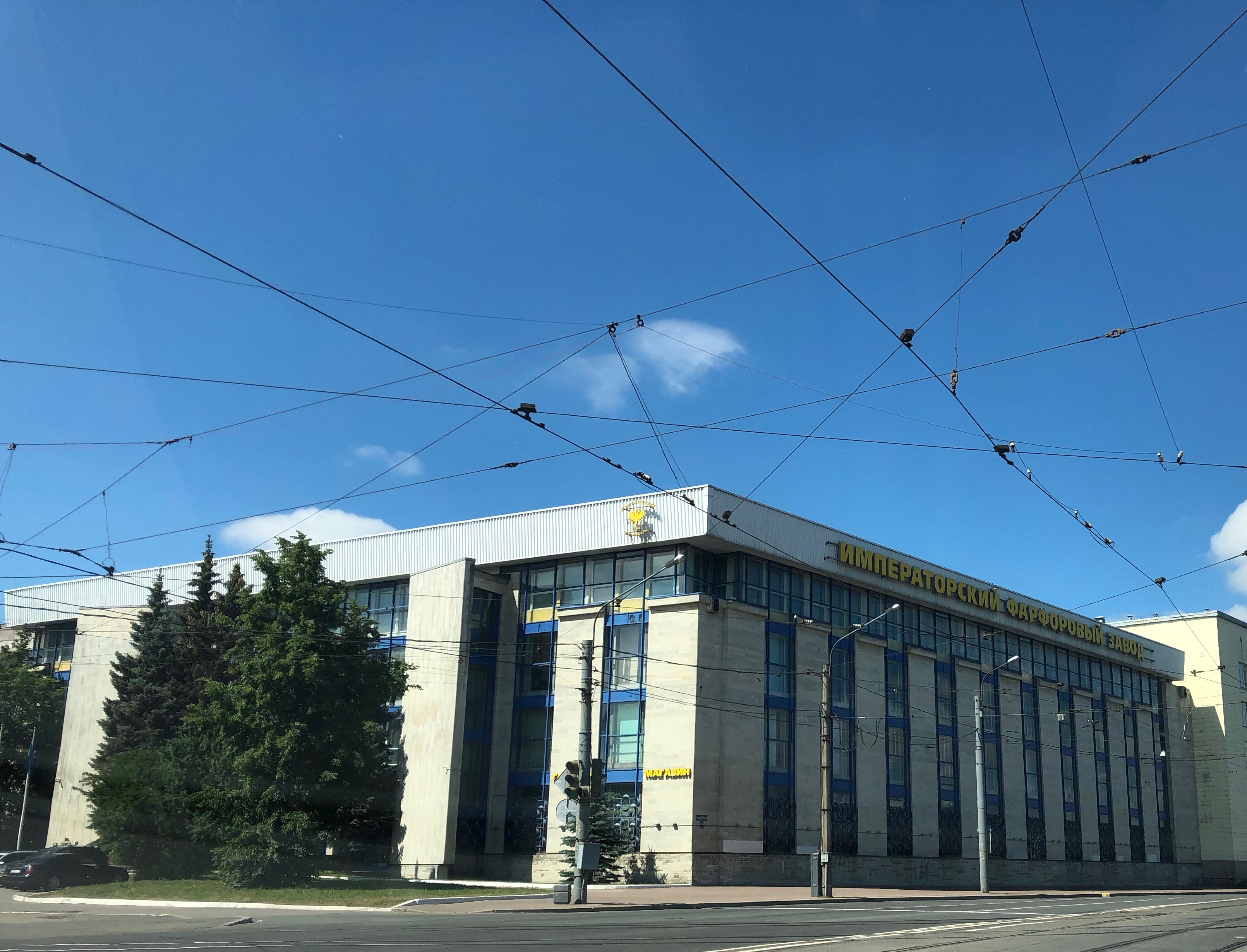
Императорский Фарфоровый завод

Основные улицы округа: проспект Обуховской Обороны, улица Седова, улица Бабушкина, Ивановская улица.

## Транспорт
Единственная станция метро — «Ломоносовская». Трамвайная линия по проспекту Обуховской Обороны (маршруты 7, 24, 27 и 39), Троллейбусные линии по улице Седова и Ивановской улице (маршруты 14, 27, 28). Автобусные маршруты также ходят по улицам Крупской, Полярников, Бабушкина, Седова, Ивановской и бульвару Красных Зорь (маршруты 5, 8, 11, 12, 31, 56, 95, 97, 114, 116, 118, 119, 140, 157, 476,       а также ночные маршруты 3М и 3Мб).
Кроме того, на территории МО находятся две железнодорожные платформы —  Фарфоровская и Сортировочная Московского направления Октябрьской железной дороги.

## Население
| 2002    | 2010    | 2012    | 2013    | 2014    | 2015    | 2016    |
| ------- | ------- | ------- | ------- | ------- | ------- | ------- |
| 31 215  | ↘27 611 | ↗27 929 | ↗28 353 | ↗28 930 | ↗29 359 | ↗29 833 |
| 2017    | 2018    | 2019    | 2020    | 2021    | 2023    |         |
| ↗30 109 | ↗30 492 | ↗30 954 | ↗31 395 | ↘27 174 | ↗27 186 |         |